# Mafia III
Mafia III es un videojuego de acción y aventura de mundo abierto desarrollado por la compañía estadounidense Hangar 13 y distribuido por 2K Games para Microsoft Windows, PlayStation 4 y Xbox One en octubre de 2016. Se trata del tercer título de la serie, tras Mafia: The City of Lost Heaven y Mafia II. 
La trama describe la historia de Lincoln Clay, un veterano de la guerra de Vietnam que se ve obligado a iniciar una vida delictiva con el objetivo de acabar con Sal Marcano y su mafia, quien lo traicionó y asesinó a su familia adoptiva. Para ello debe hacerse con el control de los distritos de la ciudad y asignarlos a sus socios, Cassandra, Vito Scaletta —protagonista del anterior título— o Thomas Burke. Por otro lado, cuenta con la ayuda de John Donovan y James Ballard. La ciudad del juego donde sucede la historia es New Bordeaux, basada en Nueva Orleans.
Su desarrollo comenzó en torno a 2012 por 2K Czech, aunque en 2014 trasladaron parte del equipo y recursos desde la República Checa a la ciudad estadounidense de Novato (California). Allí se formó un nuevo estudio llamado Hangar 13, que se encargó de reiniciar y seguir con el desarrollo. La dirección del juego recayó en Haden Blackman, y el puesto de guionista jefe en Bill Harms. Jim Bonney y Jesse Harlin se ocuparon de componer la banda sonora, con la ayuda de Craig Jansson como compositor. Se licenciaron alrededor de cien canciones de artistas de los años 1960, que complementaron un total de veintiséis pistas propias.
Tras su estreno, se lanzaron varios contenidos descargables que amplían el contenido original, como ¡Más rápido!, Piedras sin remover y El signo de los tiempos. Además, se pusieron a la venta ediciones especiales —Edición Deluxe y Edición Coleccionista— con material exclusivo. En mayo de 2017, la portadora Aspyr trajo Mafia III para la plataforma macOS, disponible por descarga digital. Finalmente, en mayo de 2020, se publicó Mafia III: Definitive Edition —como parte de Trilogía Mafia, una compilación de los tres primeros títulos—, que contiene todos los contenidos descargables incluidos.
Alex Hernadez actuó como actor de voz para el personaje de Lincoln, lo que le valió varias nominaciones a premios. Asimismo, en octubre de 2016 se estrenó un juego de móvil gratuito llamado Mafia III: Rivals, aunque sus servidores cerraron en 2019.

## Argumento

### Sinopsis
En 1968, Lincoln Clay regresa desde la guerra de Vietnam a su hogar en New Bordeaux y se reúne con Sammy Robinson —su padre adoptivo y líder de la mafia negra—, su hermano Ellis y el cura James Ballard. Lincoln decide ayudar a Sammy, que tiene problemas con la mafia haitiana, además de una deuda con Sal Marcano. Tras matar al cabecilla de los haitianos, habla con Marcano para decidir cómo cubrir la deuda. Este lo recluta para ayudar a su hijo Giorgi a robar una sucursal bancaria de la ciudad. Cuando están en ello, los Marcano matan a Sammy, Ellis y Danny Burke; Lincoln también es disparado y se le da por muerto, pero James lo rescata.
Lincoln contacta a su amigo John Donovan, un exagente de la CIA que lo ayuda y localiza a tres jefes del crimen —Cassandra (mafia haitiana), Thomas Burke (mafia irlandesa; padre de Danny) y Vito Scaletta— que también buscan venganza contra Marcano. Lincoln comienza a apoderarse de los territorios de la familia Marcano, asignándolos a los tres socios, quienes poco a poco llegan a respetar su habilidad. Mientras desmantela las operaciones de los Marcano, Lincoln se entera de que están construyendo un casino con la intención de independizarse de la Comisión. 
Después de eliminar a todos los lugartenientes y capos de los Marcano, Lincoln ataca el casino, donde mata a Giorgi y sus hombres, antes de enfrentarse al cabecilla Sal Marcano. Este último acepta su destino y comparte una copa con Lincoln para después ser asesinado, explicando que, si bien no se arrepiente de sus acciones, solo había tratado de mejorar New Bordeaux y sacar a su familia y a él mismo de la vida del crimen antes de que les sucediera algo malo. El consigliere Leo Galante es enviado a investigar lo que ha pasado y se muestra satisfecho de que la venganza de Lincoln haya terminado. Galante le informa que puede hacerse cargo de las actividades criminales de New Bordeaux, aunque debe entregar parte de sus ganancias a la Comisión. 
Las acciones de Lincoln generan una investigación del FBI dirigida por Jonathan Maguire, quien es entrevistado para un documental sobre la vida del protagonista, al igual que James y algunos otros que lo conocieron. En 1971, Donovan es llevado ante un comité del Senado de los Estados Unidos para explicar su participación en los crímenes de Lincoln. La reunión termina con Donovan revelando que lo había ayudado porque quería investigar el vínculo de Sal Marcano como uno de los conspiradores detrás del asesinato de John F. Kennedy; después dispara a un senador y mata a todos los demás que había en la sala. 

### Finales
Mafia III le da al jugador la opción de escoger entre tres finales cuando se mata a Sal Marcano. Lincoln será recibo por Leo Galante (jefe de la Comisión) y tendrán una conversación. Posteriormente, se dirige a visitar a James y Donovan en la iglesia; cuando terminan de conversar, Lincoln puede elegir entre las siguientes opciones:
- «Irse de la ciudad»: abandona New Bordeaux y se traslada a California para trabajar en los astilleros. Según James, Lincoln viajó por Alaska, Nueva York, Inglaterra, incluso Vietnam, recibiendo postales de sus andanzas.[14] Cuando se va de la ciudad, el socio con más territorios se quedará con todo.[13]
- «Dirigir en equipo»: se reúne con sus tres subjefes y decide dirigir su mafia junto a sus compañeros.[13][15]
- «Dirigir en solitario»: se reúne con sus socios y los mata para quedarse con todo. No obstante, al montarse en un coche y arrancarlo, este explota y el protagonista muere.[13][15]

### Personajes
- Lincoln Clay (voz original de Alex Hernandez):[16] Protagonista del juego,[17] fue adoptado por Perla y Sammy Robinson cuando era joven, tras pasar unos años en un orfanato. Participó en la guerra de Vietnam y, tras la mafia italiana traicionar a su familia, este decide vengarse de ellos.[18]
- John Donovan (voz original de Lane Compton):[16] Es amigo de Lincoln, ya que ambos se conocieron en la guerra de Vietnam. Trabaja en la Agencia Central de Inteligencia (CIA) y ayuda a Lincoln a vengarse de la mafia italiana dándole información.[17][18][19]
- James Ballard (voz original de Gordon Greene):[16] Es un cura que conoce a Lincoln, además de su tío adoptivo y «padre espiritual».[n. 2][21][22]
- Vito Scaletta (voz original de Rick Pasqualone):[16] Es el protagonista de Mafia II y uno de los subjefes del juego. Tras lo ocurrido en la anterior entrega, donde es desterrado de Empire Bay, se exilia en New Bordeaux.[23] Es traicionado por Marcano y encerrado en un congelador, pero Lincoln lo salva.[24][25]
- Thomas Burke (voz original de Barry O'Rourke):[16] Líder de la mafia irlandesa y aliado de Lincoln, es considerado un anarquista. La mafia italiana ha entrado en su territorio y él y la hampa irlandesa están sumidos en el alcoholismo, la adicción al juego y demás acciones delictivas.[26][27]
- Cassandra (voz original de Erica Tazel):[16] Conocida como la «Reina Vudú», es la líder de la banda de los haitianos y una subjefe.[28] Trabajaba con Baka, el antiguo cabecilla de los haitianos, quien fue asesinado por Lincoln antes del robo; ella fingió estar secuestrada por este para que Lincoln no le hiciera nada.[29] Dirige un establecimiento de santería vudú en Delray Hollow.[30]
- Emmanuel Lazare (voz original de Lyriq Bent), Alma Díaz (Danay Garcia) y Nicki Burke (Dana Blasingame):[16] Lugartenientes de Cassandra, Vito Scaletta y Thomas Burke, respectivamente.[31] El primero huyó de Haití y controla las operaciones de hierba de su mafia;[32] la segunda es una exiliada de Cuba;[33] y la tercera es hija de Thomas y dirige el contrabando de los irlandeses.[34]
- Sal Marcano (voz original de Jay Acovone):[16] Es el antagonista principal del juego y líder de la mafia italiana.[35] Lincoln declina formar parte de su grupo criminal, por lo que este lo traiciona y ataca a su familia, pero el protagonista sobrevive.[36] Su deseo es construir un casino, pero Lincoln intenta evitarlo.[37]
- Giorgi Marcano (voz original de Mercer Boffey):[16] Hijo de Sal y futuro líder de la mafia italiana. Era amigo de Lincoln desde hace tiempo, pero en la traición, quema el bar Robinson y lo dispara en la cabeza, aunque sobrevive.[18]

## Sistema de juego
Mafia III es un videojuego de acción y aventura ambientado en un mundo abierto donde los jugadores pueden explorar la ciudad New Bordeaux al tiempo que controlan a Lincoln Clay en tercera persona. Está ambientada en 1968 en una versión reimaginada de Nueva Orleans y se compone de diez distritos: Bayou Fantom, Delray Hollow, Barclay Mills, Frisco Fields, Pointe Verdun, Tickfaw Harbour, Southdowns, River Row, Downtown y French Ward. El jugador debe elegir entre tres niveles de dificultad: «fácil», «normal» y «difícil».
Además de seguir la trama principal, tiene la posibilidad de completar misiones secundarias, coleccionables y acciones voluntarias. Los coleccionables son un total de 250, repartidos entre portadas de álbumes, cuadros de Alberto Vargas, carteles con propaganda comunista, revistas Hot Rod, Repent y Playboy, así como cajas de distribución. Estas últimas son abiertas con una palanca, de igual manera que las puertas cerradas. Hay disponibles varios tipo de armas, como escopetas, pistolas, automáticas, fusiles, explosivos y seis «especiales». Se ofrecen tres modos de control dependiendo de como se quiera manejar el arma, «sin ayuda», «baja ayuda» y «alta ayuda». También se puede llamar a aliados, que llegan en una camioneta y ayudan a Lincoln, además del traficante de armas, que proporciona armamento, recursos y mejoras para vehículos. Otro aspecto del juego es la conducción de coches de la época para moverse por el mapa, con dos modos a elegir: arcade y simulación. Se puede solicitar un auto o directamente robarlo. Las ayudas que ofrecen los socios deberán ser respondidas con favores.
Si el personaje muere, reaparece en el sitio franco más cercano; en ese caso, el jugador puede llamar a la consigliere para guardar el dinero que ha conseguido. Si se da la ocasión de que Lincoln recibe daño, hay inyecciones de adrenalina disponible en la tienda móvil o en botiquines dispersados por todo el mapa que reponen las barras de salud. Alternativamente, hay tácticas de sigilo para no ser descubierto y una «visión inteligente» que permite detectar enemigos y localizar objetos. Los jugadores pueden interrogar a los comerciantes tras derrotarlos para obtener más información sobre sus objetivos, para después perdonarles la vida o matarlos; también es posible subirlos al coche e iniciar una «conducción temeraria» para que liberen datos. Con respecto, al combate, Lincoln dispone de varias técnicas para los enfrentamientos, como ponerse a cubierto, combate cuerpo a cuerpo, aturdir tras disparo, contrataque, derribo «brutal» y en carrera.
Por otro lado, los enemigos de la mafia se dividen en varios tipos según su armamento o función, que puede ser pesado (escopeta), francotirador (fusil), artillero (armas automáticas), pistolero (armas pequeñas y explosivos) o centinela (piden refuerzos).  A veces, hay saltos en el tiempo que dan lugar a entrevistas en las que varios personajes hablan sobre el pasado y otros datos de Lincoln. En caso de que Lincoln sea pillado por un transeúnte haciendo actividades ilegales, este último acude a una cabina telefónica para alertar a la policía; esto se puede impedir si se mata al testigo antes de que realice la acción. Cada vez que el jugador se hace con el control de un territorio, debe cederlo a un subjefe —Cassandra, Burke o Vito Scaletta— a cambio de ventajas, lo que crea envidia entre los tres.

## Producción

### Desarrollo

2K Czech, que fue sucedida por Hangar 13.

Los primeros rumores sobre la creación de una nueva entrega de la serie surgieron en agosto de 2012. Según los mismos, se iba a desarrollar un juego de clase AAA por parte de la filial 2K Czech para las plataformas PlayStation 4 y Xbox One, que todavía no habían salido al mercado. Unos meses después, en noviembre, 2K Czech comenzó a contratar a varias personas para empezar con el desarrollo del título. En enero de 2014, se anunció que parte del equipo y recursos de desarrollo se trasladaron desde Praga y Brno, ambas ciudades en la República Checa, hasta Novato (California), donde se encuentra la sede de 2K Games. Esta última explicó el movimiento de la siguiente manera: «La transición fortalecerá la integración del equipo de 2K Czech con nuestros premiados estudios de desarrollo». El 4 de diciembre de 2014, 2K confirmó la creación de un nuevo estudio llamado Hangar 13, dirigido por Haden Blackman, exdirector creativo de LucasArts. También se estableció en Novato y Blackman afirmó que estaban preparando un videojuego capaz de ofrecer una «oportunidad de dar forma a sus propias experiencias [...] los personajes y la narrativa de momento a momento». Blackman reclutó a varias personas del área de la bahía de San Francisco, incluidos miembros de 2K Marin, que había creado BioShock 2, para reiniciar el proyecto de Mafia III.
Bill Harms ocupó el puesto de guionista jefe. El equipo de desarrollo estaba interesado en crear un mundo basado en Nueva Orleans, y finalmente decidió establecer el juego en 1968. Utilizaron una colección de fotografías antiguas para recrear el mundo. No obstante, se hicieron varias alteraciones para adaptarse a la narrativa; por ejemplo, el pantano y la ciudad se han colocado muy cerca, a pesar de estar más lejos en la Luisiana real; el estadio Superdomese estaba construyendo en 1968, pero está excluido del juego. El equipo pretendía que el mundo fuera accesible para persecuciones de alta velocidad y quería alejarse de la escena estereotipada de la mafia italiana y representar un lado diferente de los escenarios delictivos relacionados con las pandillas. Al principio, se llegó a concebir como una «pequeña historia de venganza», pero Christoph Hartmann —jefe de 2K— quería que el juego compitiera con Rockstar Games, empresa hermanada con Hangar 13.
Al haber utilizado tecnología de 2K Czech, varias parte del código incluían comentarios en checo, por lo que los desarrolladores de Hangar 13 tuvieran que traducirlos. Respecto al sistema de juego, a pesar de que varios críticos lo observaron «repetitivo», el objetivo era «dar la mayor libertad posible». Finalmente, se optó por usar el software de diseño Simplygon para optimizar el 3D. El vicepresidente del programa, Martin Ekdal, declaró que esto permite «centrarse más en las partes creativas del desarrollo mientras se automatizan múltiples procesos de producción y se mejora el rendimiento». Por otro lado, se estableció un marco narrativo en formato documental con el fin de «ofrecer una exposición de manera muy natural». Para la edición del mundo se usó WorldEditor y el lenguaje de programación C++/CLI como motor de comunicación. A cada objeto de se le asignó un identificador (ID) único. En relación con los puestos y sus respectivos directores, Mike Orenich se encargó de la producción, Matthias Worch del diseño y Laurent Gorga de la programación, entre otros.

### Ambientación y personajes

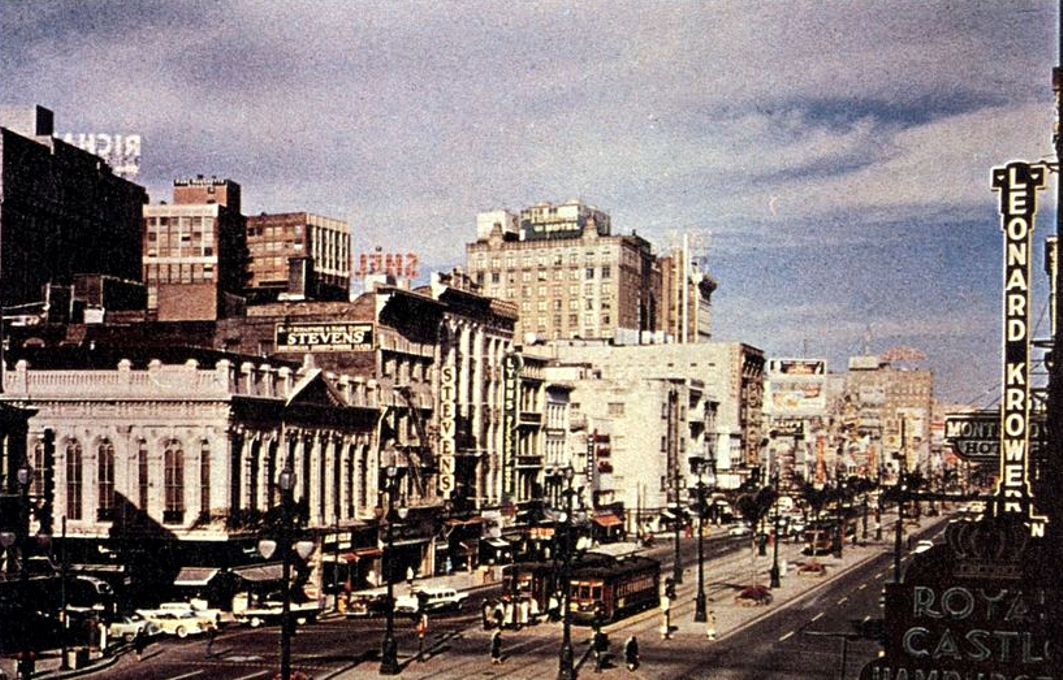
Canal Street de Nueva Orleans (1966).

Una de las razones por las que Mafia III se situó en 1968 es para que sucediera al título anterior, que tiene lugar entre los años cuarenta y cincuenta, así como el hecho de que Estados Unidos estaba en una etapa «tumultuosa» de su historia. En el proceso de elección de la ciudad del juego se llegó a plantear volver a Empire Bay —escenario de Mafia II—, pero se declinó al pensar en hacer algo diferente que se sintiera «nuevo y fresco». También se observaron algunos escenarios tropicales. Para su creación, enviaron personal a Nueva Orleans y otros lugares «relevantes». Además, Blackman afirmó que junto con Bill Harms y el resto de escritores llegaron a leer en torno a mil libros sobre el período de tiempo, el lugar o la mafia; uno de ellos es Matterhorn: A Novel of the Vietnam War, escrito por un veterano de la guerra de Vietnam. Asimismo, se tomaron como referencia películas como American Ganster, Goodfellas, El Padrino, Platoon o Full Metal Jacket. Otros libros son The Things They Carried, Double Deal, American Desperado y varias novelas de George V. Higgins, por ejemplo. También algunos documentales como Take This Hammer, Spies of Mississippi, Mr. Untouchable, Cocaine Cowboys y relatos de personas que vivieron la época.
Respecto a los personajes, se sucedieron ideas para un protagonista de la mafia italiana, alguien enviado desde Empire Bay, como Vito Scaletta, protagonista de Mafia II. Por otro lado, dado que el juego tiene lugar en el Sur, se pensó que «lo más interesante sería que Lincoln [el protagonista] sea mestizo». El actor de voz Álex Hernández se encargó del papel de Lincoln, que le llevó a ser nominado a varios premios por su actuación. Antes de Mafia III, solamente había hecho algunas voces de poca importancia en Tom Clancy's The Division. Lane Compton (Donovan), Gordon Greene (James), Erica Tazel (Cassandra) y Barry O'Rourke (Burke) también participaron. Mark Deklin, Omid Abtahi, John Cygan y Sebastian Roché pusieron algunas de las voces adicionales. Por último, Rick Pasqualone regresó para grabar la voz de Vito, como en el anterior título. En una entrevista realizada por The Sound Architect, Hernández afirmó que había tanto secretismo que creía estar grabando una película, ni siquiera conocía que era el protagonista.

### Música y audio
Jim Bonney y Jesse Harlin estuvieron a cargo de la banda sonora de Mafia III, en la cual también colaboró Craig Jansson como compositor. La grabación se realizó en Ocean Way Recording y House of Blues Studios (ambos estudios en Nashville, Tennessee), y la mezcla de audio en Studio D (Sausalito, California); Matt Bauer, de Hangar 13, se encargó de su dirección. Según Bauer, Haden Blackman —director creativo y fundador de Hangar 13— le dio «mucha libertad creativa» y trabajaron juntos para «definir los objetivos de audio y el tono». Dado que el juego está basado en una versión de Nueva Orleans en 1968, para él se trató de un objetivo principal proporcionar al músico un fuerte sentido tanto del tiempo como del lugar. Blackman declaró: «Los sesenta fueron algunos de los mejores años en el panorama artístico. Para nosotros era fundamental representar esta época con precisión y autenticidad en Mafia III, desde el rhythm and blues a la progresiva transformación del rock and roll».
Se llegaron a licenciar más de cien canciones para su uso en el juego, las cuales se pueden escuchar en la radio del coche. La primera pieza que Blackman quiso incluir fue «Desperation», de Steppenwolf; se usa para una escena entre Lincoln y James. El mismo también indicó que «algunas melodías se eligieron para ayudar a establecer el ambiente sureño y descarnado del juego, pero hubo otras que se escogieron con propósitos ilustrativos muy específicos». La lista de canciones cuenta con cantantes o bandas como Creedence Clearwater Revival, The Rolling Stones, The Beach Boys, Aretha Franklin, Johnny Cash, Sam Cooke y Elvis Presley, entre otros.
Bonney y Harlin se encargaron de realizar una partitura que se escucha durante tiroteos, escenas de corte y otros momentos del juego. Harlin realizó la música de las escenas y el material temático; Bonney, quien se unió en septiembre de 2015, hizo la música de combate y parte de la de ambiente. Harlin pensó en cuatro direcciones respecto al estilo musical, orquesta tradicional como en Mafia y Mafia II, rock, funk y blues, de los cuales se eligió el último. El tema principal es «New Bordeaux», con la guitarra acústica y el violonchelo como instrumentos principales. Algunas de las canciones están relacionadas con la guerra de Vietnam, como «We Gotta Get Out of This Place» o «Eve of Destruction». Cada personaje principal está representado por una guitarra distinta; por ejemplo, una single coil de Fender es la de Lincoln.
Se grabaron alrededor de treinta vehículos clásicos para introducir su sonido en el juego. Para las sesiones de grabación se usó entre ocho y dieciséis micrófonos, así como un dinamómetro Dynapack. También algunos efectos de sala de las puertas, ventanas, capó, maletero, bocina, freno de mano o interruptores de cada auto. Por otro lado, los neumáticos se registraron en la pista de carreras Laguna Seca, situada en Monterrey, California. Los demás efectos de sala, como movimientos, ropa, combate, sangre, entre otros, se realizaron en Skywalker Sound, donde se sacaron más de nueve mil archivos, que después fueron perfeccionados en los estudios de Hangar 13.
La banda sonora de Mafia III salió a la venta el 22 de agosto de 2016 en iTunes, Amazon y Google Play en formato digital. Está compuesta por veintiséis pistas con una duración total de 98 minutos. Se trata de composiciones realizadas por Jim Bonney y Jesse Harlin.
| Mafia III - Expanded Game Score |                                |          |  |
| N.º                             | Título                         | Duración |  |
| 1.                              | «New Bordeaux»                 | 2:45     |  |
| 2.                              | «11th Hour Blues»              | 3:48     |  |
| 3.                              | «From The Darkness, A Voice»   | 4:27     |  |
| 4.                              | «Going Down Slow»              | 4:22     |  |
| 5.                              | «No One Is Untouchable»        | 4:08     |  |
| 6.                              | «Boy Becomes A Man»            | 3:25     |  |
| 7.                              | «That's The Plan, Padre»       | 3:13     |  |
| 8.                              | «Crush N Shuffle»              | 4:56     |  |
| 9.                              | «Splintered Past»              | 3:44     |  |
| 10.                             | «The Paddle Grinds»            | 3:23     |  |
| 11.                             | «I Got Numb»                   | 3:18     |  |
| 12.                             | «For Old Times' Sake»          | 4:28     |  |
| 13.                             | «Swamp War Stomp»              | 3:29     |  |
| 14.                             | «Howl»                         | 2:38     |  |
| 15.                             | «Freezers And Paper Trails»    | 4:48     |  |
| 16.                             | «Shudder N Moan»               | 3:10     |  |
| 17.                             | «Chance Of A Goddamn Lifetime» | 4:08     |  |
| 18.                             | «J Bar Blues»                  | 4:26     |  |
| 19.                             | «Devil In The Woodpile»        | 3:32     |  |
| 20.                             | «A Kind Of Peace»              | 3:07     |  |
| 21.                             | «5 Years, 3 Months, 18 Days»   | 3:47     |  |
| 22.                             | «Straight Razor Blues»         | 3:04     |  |
| 23.                             | «Shut Up And Climb»            | 4:36     |  |
| 24.                             | «First Man Down»               | 3:55     |  |
| 25.                             | «Hard Fought, Hard Won»        | 2:35     |  |
| 26.                             | «Only One Thing We're Good At» | 4:51     |  |
| 98:13                           |                                |          |  |

Asimismo, en la edición para coleccionistas Mafia III Collector’s Edition, se incluyen dos vinilos de 180 gramos. Uno con Official Soundtrack Of New Bordeaux —algunos temas que ambientan el juego— y el otro con Original Game Score - Cassandra "The Voodoo Queen Record" —parte de la banda sonora compuesta por Bonney y Harlin—.
| Mafia III - Official Soundtrack Of New Bordeaux |                               |                             |          |  |
| N.º                                             | Título                        | Intérprete(s)               | Duración |  |
| 1.                                              | «Black Ghost Blues»           | Lightnin' Hopkins           | 3:30     |  |
| 2.                                              | «Paint It, Black»             | The Rolling Stones          | 2:57     |  |
| 3.                                              | «Tramp»                       | Otis Redding y Carla Thomas | 3:01     |  |
| 4.                                              | «I Got My Mojo Working»       | The Shadows Of Knight       | 3:32     |  |
| 5.                                              | «Walking The Dog»             | Rufus Thomas                | 2:37     |  |
| 6.                                              | «All Along the Watchtower»    | Jimi Hendrix                | 4:00     |  |
| 7.                                              | «Chain Gang»                  | Sam Cooke                   | 2:35     |  |
| 8.                                              | «I Let A Good Thing Go By»    | Dewey Edwards               | 2:19     |  |
| 9.                                              | «Go Go Shoes»                 | Lonnie Youngblood           | 2:36     |  |
| 10.                                             | «Slip Away»                   | Clarence Carter             | 2:33     |  |
| 11.                                             | «The House Of The Rising Sun» | The Animals                 | 4:29     |  |

| Mafia III - Original Game Score - Cassandra "The Voodoo Queen Record" |                                |          |  |
| N.º                                                                   | Título                         | Duración |  |
| 1.                                                                    | «New Bordeaux»                 | 2:44     |  |
| 2.                                                                    | «11th Hour Blues»              | 3:35     |  |
| 3.                                                                    | «That's The Plan, Padre»       | 3:15     |  |
| 4.                                                                    | «Crush N Shuffle»              | 4:49     |  |
| 5.                                                                    | «For Old Time's Sake»          | 4:33     |  |
| 6.                                                                    | «Shudder N Moan»               | 3:10     |  |
| 7.                                                                    | «Freezers And Paper Trails»    | 3:46     |  |
| 8.                                                                    | «Going Down Slow»              | 4:26     |  |
| 9.                                                                    | «Howl»                         | 2:41     |  |
| 10.                                                                   | «Only One Thing We're Good At» | 4:49     |  |

### Doblaje al español
Con la intención de adaptar el juego a los países de habla hispana, se hizo un doblaje. La dirección fue llevaba a cabo por Emilio Gallardo y Rubén Navarro, y el proceso se realizó en los estudios Synthesis Iberia y KiteTeam, ambos en Madrid, España. Algunos de los actores que participaron son Pedro Tena (Lincoln Clay), Jesús Maniega (John Donovan), José Núñez (James Ballard), Juan Antonio Arroyo (Vito Scaletta), Ana María Marí (Cassandra), Carlos Kaniowsky (Thomas Burke), Juan Antonio Gálvez (Sal Marcano) y Eduardo Bosch (Giorgi Marcano).

## Contenido descargable
Antes de salir el juego a la venta, se anunciaron tres nuevos contenidos descargables (DLC) de pago disponibles a través de un «pase de temporada», así como contenido gratuito que lograba la activación de una serie de opciones adicionales de personalización y armas. El redactor en jefe Bill Harms declaró que «Mafia 3 se centra en la destrucción sistemática del imperio de Sal Marcano, negocio a negocio, mientras que las expansiones narran historias directas y lineales».
Se lanzaron cuatro contenidos descargables entre noviembre y diciembre de 2016. El primero —Juez, jurado y ejecutor— incluye tres armas: fusil «Praecisione», escopeta «Exterminatore» y pistola «Silentium». El segundo once atuendos y un parche con algunas mejoras; el tercero —Apoyo familiar— seis armas. Por último, el cuatro trae consigo la posibilidad de personalizar los automóviles y nuevas vestimentas para el protagonista.
El primer DLC de la historia, publicado el 28 de marzo de 2017, recibió el nombre de ¡Más rápido! (Faster, Baby!) y añade una nueva ubicación al mapa —Sinclair Parish— a las afueras de New Bordeaux, así como varias misiones relacionadas con ella. Lincoln ayuda al activista por los derechos civiles Charles Laveau y su hija Roxy a recuperar una evidencia que incrimine al sheriff Walter Beaumont, quien mató al ayudante de Charles. Por otro lado, incluye las habilidades de ralentizar el tiempo mientras se conduce, tirar explosivos desde el auto y el uso de minas de proximidad; también varios atuendos y cinco vehículos.
El segundo contenido, Piedras sin remover (Stones Unturned), salió el 30 de mayo de 2017, con la implementación de nuevas armas pesadas y vehículos militares. Lincoln Clay y John Donovan se unen para detener al exagente de la CIA Connor Aldridge, quien robó una bomba nuclear con el objetivo de acabar con la guerra de Vietnam. Su búsqueda los lleva a una isla en el golfo de México, desde donde Aldridge planea ponerse en contacto con el Ejército de Vietnam del Norte para vender el dispositivo.
La tercera y última expansión se lanzó el 25 de julio de 2017, llamada El signo de los tiempos (Sign of the Times), Lincoln tiene que acabar con una secta llamada The Ensanglante. En la misma se incluye el Bar de Sammy, usado como sitio de rituales satánicos. Con la ayuda de James Ballard y un antiguo miembro de la secta, actúa como un detective y logra hacer que detengan al líder, por lo que recupera el bar y se lo cede a su tía Lily. Se agregan las habilidades de tirar cuchillos arrojadizos y la técnica tiempo bala.

## Lanzamiento y recepción

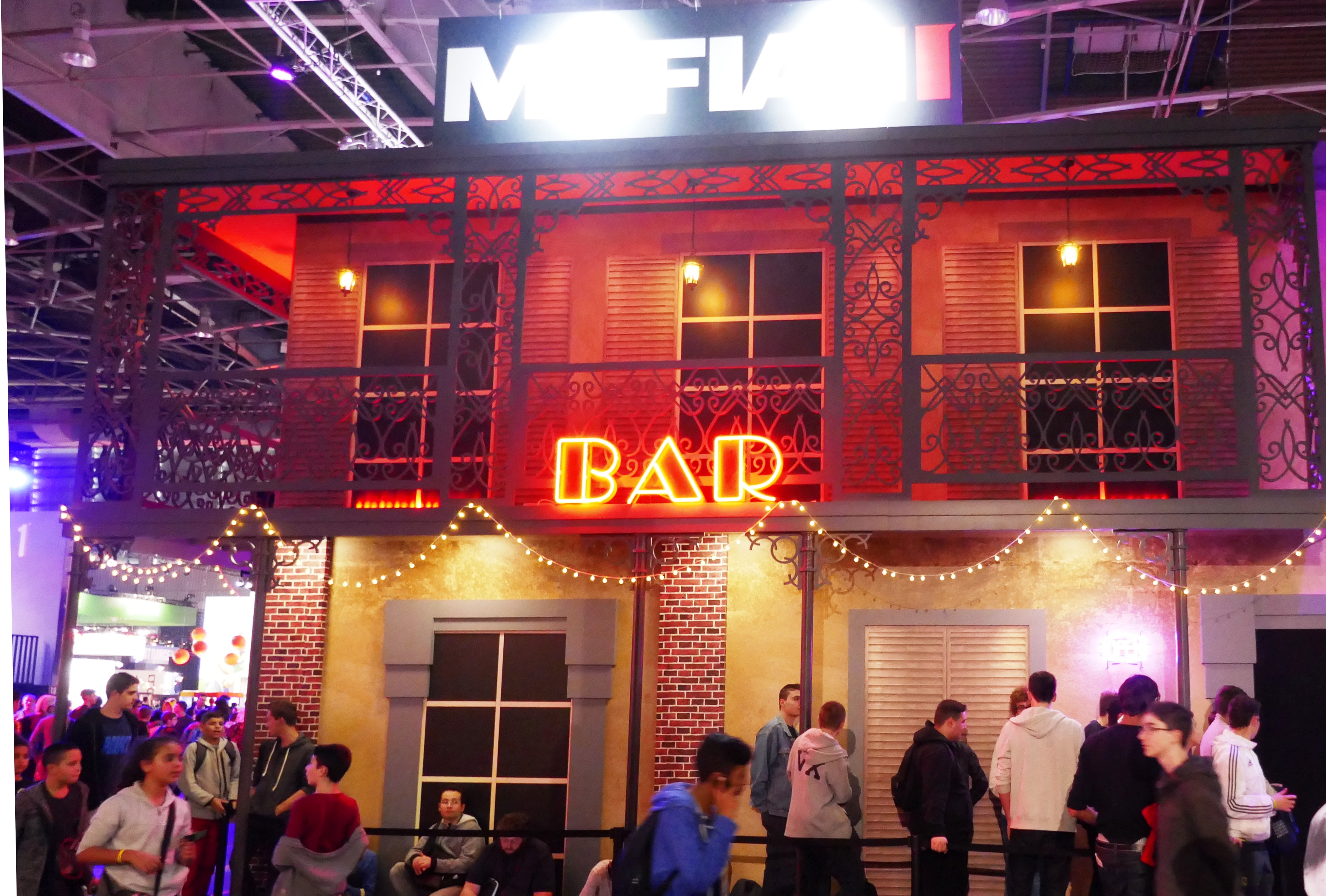
Estand del juego en la Paris Games Week de 2016.

La confirmación de Mafia III por parte de 2K Games ocurrió el 28 de julio de 2015. El 5 de agosto del mismo año, durante la Gamescom, se presentó el primer tráiler sobre el juego. Finalmente se lanzó el 7 de octubre de 2016, a la vez que la Edición Deluxe (Mafia III Deluxe Edition) y la Edición Coleccionista (Mafia III Collector's Edition). La primera incluye de forma adicional el «pase de temporada»; la segunda es la más completa, con dos vinilos con parte de la banda sonora, ilustraciones impresas de Playboy y Alberto Vargas, un posavasos, chapas de identificación de Lincoln Clay y un libro de arte coleccionable llamado The Art of Mafia III, además del pase. En Japón se empezó a comercializar a partir del 27 de octubre. El 11 de mayo de 2017 empezó a estar disponible para macOs, de Apple, vía descarga digital gracias a la portadora Aspyr. El 19 de mayo de 2020, se lanzó a la venta Mafia III: Definitive Edition, como parte de Trilogía Mafia, una compilación de los tres primeros títulos de la serie para PlayStation 4, Xbox One y ordenador con todos los contenidos descargables ya incluidos. Por otro lado, también se puso a la venta de manera individual y a los que ya tuvieran el Mafia III original tanto en PS4, Xbox One o Steam se les dio la posibilidad de actualizar el juego a la Edición Definitiva de forma gratuita.
El rapero estadounidense Ice Cube hizo una colaboración con DJ Shadow para crear la canción «Nobody Wants to Die» con el objetivo de promocionar el juego. Se grabó en el estudio de Cube, en Burbank.

### Crítica
Mafia III obtuvo críticas medias, recibiendo una calificación de 62 % (basada en 31 revisiones) en el sitio web de recopilación de reseñas Metacritic para su versión en PC, 68 % (67 críticas) en la de PlayStation 4 y 67 % en la de Xbox One (21 revisiones). Brett Makedonski, del sitio web Destructoid, comentó que el juego «se materializa inmediatamente en su acto de apertura, las primeras tres horas más o menos», pero «rápidamente cae en un ciclo de monótono e intrascendente revuelo antes de perseguir a alguien que es más importante en un escenario que es más interesante». Respecto al sistema de disparos, lo calificó como «muy básico» y se quejó de la inteligencia artificial (IA) enemiga. Ray Carsillo, de Electronic Gaming Monthly, elogió el sonido: «Una gran parte de lo que hizo que la historia principal fuera tan grandiosa fue el aspecto de audio del juego [...] desde la actuación de voz hasta una de las mejores bandas sonoras». A pesar de que observó New Bordeaux un poca vacía, le pareció «una ciudad vibrante y diversa por la que es un placer conducir». La «falta de variedad en las misiones» hizo que Carsillo viera al juego como una «rutina». Finalmente, concluyó: «La trama principal de Mafia III es una de las historias mejor escritas que he jugado en la historia reciente. El problema es que la jugabilidad está repleta de mucho trabajo y contenido secundario débil que resta valor a esta gran historia».
Andrew Reiner, de la revista Game Informer, declaró: «Por más predecible que sea este viaje, la escritura es de primera categoría y se utiliza para pintar un maravilloso elenco de personajes, que están tristemente perdidos en medio del derramamiento de sangre y el enfoque narrativo de una sola nota que se convierte en el foco central». A pesar de ello, argumentó que el mundo abierto está «mayormente desperdiciado», para después decir que «la mejor diversión es irrumpir en las casas de las personas para robar un álbum o un número de Playboy, Hot Rod o Repent». Finalmente, aclaró que «Mafia III es una oportunidad perdida de explorar un momento importante en la historia de Estados Unidos, y termina siendo una de las experiencias de mundo abierto más sin vida y de una sola nota que he encontrado». Por otro lado, David Houghton (GamesRadar) puso como puntos a favor una «construcción de mundos maravillosa y evocadora», una «narración de historias inteligente y genuinamente madura» y una «excelente artesanía en exhibición en áreas aisladas». Pero, por el contrario, situó como puntos en contra un «demasiado trabajo impreciso, leve y repetitivo en el diseño de la misión», así como «algunos sistemas interesantes que se vuelven discutibles en su ejecución».
Álvaro Castellano, de la web española 3D Juegos, argumentó que tiene un «brillante prólogo», pero «se sumerge en una espiral de repetición y falta de inventiva». Respecto a la jugabilidad, la acción le pareció «una de las mejores partes del videojuego». Finalmente, ensalzó la banda sonora, citando que es donde «ofrece sus mejores réditos». Por su parte, David Soriano, analista de IGN España, comentó sobre la ciudad: «Si bien New Bordeaux puede estar muy bien trabajada a nivel artístico y de recreación histórica, no le acompaña un acabado visual espectacular». Elogió el doblaje al español, así como las voces originales y la banda sonora. No obstante, algunos contras del juego le parecieron un «apartado gráfico pobre y algunos fallos» y un «mundo abierto desaprovechado». Desde Vandal, Alfonso Arribas mencionó que el juego «consigue armar una trama que nos enganchará rápidamente», pero sobre las actividades secundarias y adicionales argumento lo contrario, debido a que las vio como «propuestas jugables muy conocidas y carentes de la energía que ofrece la trama principal». Uno de los principales problemas que encontró es que «después de varias horas las mecánicas de juego tienden a repetirse».

### Comercial
Durante su primera semana, el juego fue el segundo más vendido en el comercio minorista de Reino Unido, tras FIFA 17. El lanzamiento de Mafia III se señaló como el de mayor éxito de toda la saga en el país, donde las ventas de juegos fueron un 58,7 % más alta que las de Mafia II. En Japón debutó en el puesto nueve en las listas, con 15.838 copias vendidas para PS4. El 2 de noviembre de 2016, Take-Two Interactive anunció que se habían vendido 4,5 millones de ejemplares a las tiendas durante la primera semana, lo que se convirtió en un nuevo récord de lanzamiento para 2K Games, superando a otras series como Borderlands, BioShock o NBA 2K. Para febrero de 2017 ya se habían distribuido unas cinco millones de copias. Tres años después, en mayo de 2020, los inversores declararon haber vendido siete millones de ejemplares. En España, el juego ocupó un puesto entre los diez juegos más vendidos en los meses de enero, febrero, abril, mayo, julio, agosto, septiembre y noviembre de 2017.

### Premios
Desde su estreno, Mafia III se ha hecho acreedor a varios premios y reconocimientos. Por ejemplo, en 2017 se hizo con el galardón a la «Mejor colección de canciones» en los NAVGTR Awards destinados a juegos de 2016. En la misma edición recibió nominaciones en las categorías «Mejor partitura dramática original (franquicia)», «Mejor uso de sonido (franquicia)» y «Mejor actuación en un drama (liderazgo)», esta última dirigida a Álex Hernández por su actuación de voz de como Lincoln Clay. Asimismo, recibió dos nominaciones en los decimoterceros Premios BAFTA de Videojuegos a «Mejor narrativa» y a «Mejor intérprete» (para Hernández). Obtuvo igual resultado en las mismas categorías en The Games Awards 2016. En los Golden Reel Awards, Mafia III logró una nominación a la «Mejor edición de sonido en cinemáticas de juegos». Asimismo, GameSpot lo calificó como la «Mejor narración general» de 2016.

## Mafia III: Rivals
El 7 de octubre de 2016, 2K Games anunció Mafia III: Rivals, un juego de móvil gratuito disponible para iOS y Android, desarrollado por Cat Daddy Games. Se trataba de un juego de rol (RPG), aunque compartía la característica de ir conquistando territorios de mafias rivales. Había un total de cuarenta jefes pertenecientes a las mafias enemigas, que luego podían ser reclutados. Tenía un sistema de juego de combate por turnos y una faceta multijugador, donde los jugadores se enfrentaban a otros en tiempo real para ocupar un puesto en una tabla de clasificación. Por otro lado, su modelo de negocio era free-to-play, pero con microtransacciones que permitían adquirir mejoras y recursos. El 7 de marzo de 2019, 2K cerró los servidores de Mafia III: Rivals, después de haberlo retirado de todas las tiendas de aplicaciones.